# 台灣的孔廟
台灣的孔廟，是位於台灣各地的孔廟，

## 官立孔廟

### 明鄭時期、清治時期
按《大清會典》，凡省、府、州、縣治所在地，皆需設孔廟，但其中有不少建築歷經日治時期，已損毀或拆遷。
- 先師聖廟(今台南孔子廟) 明鄭永曆十九年（1665年）創立，清治時期改制為臺灣府學、先師廟。
- 台灣縣學，後安平縣學，不明[1]。
- 鳳山縣學，清康熙二十五年（1686年）創立，現殘餘鳳山舊城孔子廟崇聖祠，原址為今舊城國小。
- 諸羅縣學，康熙四十五年（1706年）創立，已毀損，原址位於今吳鳳幼稚園，民國53年（1964年）遷建為現今之嘉義孔子廟。

- 彰化縣學(今彰化孔子廟) 清朝雍正四年（1726年）創立。
- 淡水廳學，嘉慶二十二年（1817年）創立，日治時期除大成殿外大多損壞，原址位於今新竹中興百貨到國際戲院之間，民國47年（1958年）遷建至今新竹孔子廟。

- 臺北府學，光緒10年(1884年) 創立，日治時期拆除，原址為今北一女中。
- 台灣省學，位於台中，清光緒十五年（1889年）創立，日治時期拆除，原址約為今臺中州廳附近。

- 噶瑪蘭廳學(創立時已改為宜蘭縣)，清光緒二年（1876年）由地方仕紳創立落成，日治時期毀損，原址位於今新民路中央市場。

- 恆春縣縣學，已毀損，又名「澄心亭」。原址位於今恆春鎮石牌公園（原名猴洞山史蹟公園）[2]。

- 苗栗縣縣學，不明。

- 雲林縣縣學，不明。

### 戰後
- 澎湖孔廟，原為文石書院，清乾隆三十一年（1766年）創立，民國五十二年（1963年）改建為澎湖孔子廟。
- 屏東孔廟，原為屏東書院，嘉慶二十年（1815年）創立，明治二十八年（1895年）改為孔廟，昭和十三年（1938年）遷移至現址。
- 臺北孔廟，由地方仕紳於日治時期倡議重建，昭和十四年（1939年）完工，民國49年（西元1960年）捐獻給台北市政府管理。
- 宜蘭孔廟，自民國43年（1954年）起陸續完成[3]。
- 新竹孔子廟，民國47年（1958年）遷建至現址。
- 嘉義孔子廟，民國53年（1964年）遷建完成。
- 台中市孔廟，民國65年（1976年）落成。
- 高雄左營孔子廟，民國65年（1976年）落成。
- 旗山孔廟（原高雄縣孔廟），原為日治時期創立之旗山神社，昭和11年（1936年）創立，於民國74年（1985年）被改建為高雄縣孔廟並完工，縣市合併後與高雄左營孔子廟輪流舉行祭孔大典[4]。
- 桃園孔廟，民國78年（1989年）落成。

## 台灣現存的孔廟
| 名稱           | 屬性 | 位置                                       |
| -------------- | ---- | ------------------------------------------ |
| 台北孔廟       | 官立 | 台北市大同區大龍街275號                    |
| 台南孔廟       | 官立 | 台南市中西區南門路2號                      |
| 桃園孔廟       | 官立 | 桃園市桃園區公園路42號虎頭山風景區內       |
| 台中孔廟       | 官立 | 台中市北區雙十路二段30號                   |
| 高雄舊城孔廟   | 官立 | 高雄市左營區蓮潭路47號舊城國小內           |
| 高雄左營孔廟   | 官立 | 高雄市左營區蓮潭路400號                    |
| 旗山孔廟       | 官立 | 高雄市旗山區中山公園內                     |
| 新竹孔廟       | 官立 | 新竹市東區中山公園內                       |
| 嘉義孔子廟     | 官立 | 嘉義市東區嘉義公園內                       |
| 宜蘭孔廟       | 官立 | 宜蘭縣宜蘭市新興街                         |
| 彰化孔廟       | 官立 | 彰化縣彰化市永福里孔門路31號               |
| 屏東孔廟       | 官立 | 屏東縣屏東市勝利路38號                     |
| 澎湖孔廟       | 官立 | 澎湖縣馬公市西文里文化中心附近             |
| 鹽水國小孔子祠 | 私設 | 台南市鹽水區朝琴路137號                    |
| 南安國小孔子祠 | 私設 | 台南市安定區南安村62號                     |
| 敦源聖廟       | 私設 | 台南市歸仁區忠孝路旁敦源聖廟               |
| 佳里昭清宮     | 私設 | 台南市佳里區安西里118-2                    |
| 新庄至聖廟     | 私設 | 高雄市杉林區92巷6號隔壁                    |
| 唫杏書室       | 私設 | 高雄市美濃區博愛街8號附近                  |
| 羅東孔子廟     | 私設 | 宜蘭縣羅東鎮漢民里北成街8-2號              |
| 鹿港文武廟     | 私設 | 彰化縣鹿港鎮青雲路二號                     |
| 南投孔廟       | 私設 | 南投縣南投市崇文里文昌街140號              |
| 埔里孔子廟     | 私設 | 南投縣埔里鎮清心里南興街381號              |
| 日月潭文武廟   | 私設 | 南投縣日月潭北面山腰上                     |
| 苗栗象山孔廟   | 私設 | 苗栗縣頭屋鄉象山村孔聖39號                 |
| 海濱國小孔子祠 | 私設 | 屏東縣東港鎮豐漁里豐漁街三四之二號         |
| 枋寮孔廟       | 私設 | 屏東縣枋寮鄉新龍村義民路33號               |
| 鳳林國小孔子祠 | 私設 | 花蓮縣鳳林鎮中正路二段一號花蓮縣鳳林國小內 |
| 知本濟化殿     | 私設 | 台東縣台東市雲南路191號                    |